# Gilukhipa
Gilukhipa, ursprungligen troligen Kilu-Hepa, var en mitannisk prinsessa, och en kunglig bihustru under Egyptens artonde dynasti. 
Hon var dotter till kung Shuttarna II av Mitanni, och syster till kung Tushratta, Biria-Waza och Artashumara. 
Ett bröllop arrangerades mellan henne och farao Amenhotep III av diplomatiska skäl, med hennes bror prins Tushratta som budbärare. De scarabéer som gjordes för att fira bröllopet anger att det ägde rum under hans 10:e regeringsår, det vill säga omkring år 1377 f.Kr. Det anges att hon medförde 317 hovdamer från Mitanni-kungens palats. Hon förmodas ha varit mellan 12 och 15 år vid sitt bröllop eftersom det var den vanliga åldern för en brud i Mitanni. 
Gilukhipa blev inte drottning men fick titeln "Kungens Andra Gemål", vilket innebar att hon blev hovets andra dam i rang efter drottning Tiye. Det är inte känt huruvida hon fick några barn, men prins Tutmosis, som avled ung, har ibland utpekats som hennes son. Under Amenhotep III:s 36:e regeringsår klagade hennes bror kung Tushratta på att han inte hade hört något från sin syster och begärde en guldstatyett i ersättning. Hon nämns sist under Amenhotep III:s 34:e regeringsår (1353 f.Kr), då Mitannis sändebud klagade på att de inte kunde identifiera henne vid faraos hov. Farao svarade med att fråga om de inte kände igen henne, eftersom de hade träffat henne under sin vistelse. Efter detta frågade hennes bror inte längre efter henne. 
Hon var faster till prinsessan Tadukhipa, som också gifte sig med farao Amenhotep III, cirka tjugo år efter Gilukhipas eget bröllop. Amenhotep III avled strax därpå. 